# Уинч, Дональд
Дональд Уинч (англ. Donald Norman Winch; 15 апреля 1935, Фулем, Лондонское графство — 12 июня 2017) — британский историк экономики, ведущий интеллектуальный историк британской экономической мысли XVIII и XIX веков. Доктор философии (1960), эмерит-профессор Сассекского университета, где трудился с 1963 года, являлся деканом и про-вице-канцлером. В 1993—1994 годах вице-президент Британской академии (член с 1986 года). Почетный профессор Сент-Эндрюсского университета.

## Биография
Родился в Южном Лондоне и вырос на юго-западе этого города; единственный ребенок в семье, державшей магазин зелени.
Окончил Лондонскую школу экономики с первоклассным отличием (бакалавр экономики), где учился в 1953—1956 годах. Влияние там на него оказал Джеймс Мид. Также на него повлияет книга Brinley Thomas Migration and Economic Growth (1954). Степень доктора философии получил в Принстоне, где занимался в 1956—1959 годах как экономист. Попал там под влияние Джейкоба Вайнера. Преподавал год в Калифорнийском университете в Беркли (1959—1960).
В 1960—1963 годах лектор экономики Эдинбургского университета. С 1963 года лектор экономики образованного чуть ранее Сассекского университета, с 1966 года ридер, с 1969 года профессор истории экономики, с 1998 года исследовательский профессор, с 2006 года эмерит-профессор. В 1968—1974 годах декан, в 1986—1989 годах про-вице-канцлер; почетный доктор (2006). В 1976—1983 годах обзорный редактор Economic Journal. Входил в исполком Королевского экономического общества. Причислялся к сассекской школе интеллектуальной истории. Первый брак окончился разводом, в 1983 году вновь женился.
Первая книга — Classical Political Economy and Colonies (1965) {Рец.}, вторая — Economics and Policy (1969). Также соавтор книги That Noble Science of Politics: A Study in Nineteenth-Century Intellectual History (1983). Две его самые значительные книги — это связанные тома Riches and Poverty: An Intellectual History of Political Economy in Britain, 1750—1834 (Cambridge, Cambridge University Press, 1996, pp. 428) (высоко оценил которую Бойд Хилтон) и Wealth and Life: Essays on the Intellectual History of Political Economy in Britain 1848—1914 (Cambridge: Cambridge University Press, 2009; Ideas in Context Series, No. 95). Также автор Malthus (1987).

## Некрологи
- Некролог от Stefan Collini[англ.], в Гардиан
- Richard Whatmore[англ.]. A note on Donald Winch. Revue d’histoire de la pensée économique, 2018, 2018-1 (n° 5), pp.19-22. 10.15122/isbn.978-2-406-08068-8.p.0019. hal-01821216
- https://www.tandfonline.com/doi/full/10.1080/09672567.2018.1424107
- Susan Howson (economist)[англ.].